# Argentan
Argentan er en kommune i Orne departmentet i Basse-Normandie regionen i det nordvestlige Frankrig.

## Geografi
Argentan ligger 58 km sydsydøst for Caen og 100 km nord for Le Mans.

## Historie
Argentan er en gammel romersk by ved Orne floden. Byen fortsatte med at vokse i Middelalderen. Argentan var involveret i kampene omkring Falaise-lommen i august 1944 under 2. Verdenskrig, og blev kraftigt beskadiget.
Efter vikingernes invasion af Normandiet overlod Rollo byen til en af sine følgesvende.
Igennem middelalderen var Argentan til tider en rig by, og til andre tider totalt nedbrændt.
Engelske styrker besatte gentagne gange byen. Plantagneterne betragtede byen som en af de vigtigste i Normandiet.
Under Ludvig 14. lod Colbert Alençon konkurrere økonomisk med Argentan om kniplinger. På denne måde opstod Argentan kniplingerne. Argentan blev en vigtig by for traditionelle håndværk og i religiøs forstand med benediktinere og kloster. Der blev bygget to meget imponerende kirker: Saint-Martin og Saint-Germain foruden adskillige herberge.
Med den franske revolution blev der mere stille om Argentan. Under Verdenskrigene gik det ud over Argentan. Mange unge mænd døde i 104. infanteriregiment under slaget ved Verdun i 1. Verdenskrig (1916), og under 2. Verdenskrig blev byen næsten fuldstændig ødelagt.
I 1944 under bombardementerne inden starten på Operation Overlord blev byen delvis ødelagt af amerikanske B-17 Flying Fortress bombefly. Hovedparten af byen blev imidlertid ødelagt i august samme år. Den 3. amerikanske armé under ledelse af general George S. Patton befriede Argentan efter otte dages svære kampe mod 9. tyske panserdivision og 2. SS panserdivision. Det var den 80. amerikanske infanteridivision, der befriede byen om morgenen den 20. august.

## Personligheder
Argentan var fødested for :
- François Eudes de Mézeray (1610-1683), historiker
- Fernand Léger, Maler
- André Mare, maler
- Michel Onfray (født 1. januar 1959), fransk filosof

## Venskabsbyer
Argentan er venskabsby med:
- Abingdon, Oxfordshire, England
- Baja, Ungarn
- Rotenburg, Hessen, Tyskland